# Georg Cardinal von Widdern
Georg Cardinal von Widdern, född den 12 april 1841 i Wollstein i provinsen Posen, död den 21 juli 1920 i Berlin, var en tysk militär.
Cardinal von Widdern blev officer vid infanteriet 1859, överste 1886 och tog avsked 1890. Under Tysk-franska kriget var han adjutant vid 6:e armékårens stab och 1882–1887 chef för krigsskolan i Neisse. Cardinal von Widdern var en ytterst flitig militärförfattare. Bland hans främsta verk märks Heeresbewegungen und Märsche (2 band, 1892), Der deutsch-französische Krieg 1870/71 (5 band, 1893-99), Kritische Tage (3 band, 1897-1900) och Der kleine Krieg und der Etappendienst (4 band, 3:e upplagan 1906-07).